# Гостинне-Колонія
Гостинне-Колонія (пол. Hostynne-Kolonia) — колонія в Польщі, у Люблінському воєводстві Грубешівського повіту, ґміни Вербковіце.
| Польща | Це незавершена стаття з географії Польщі. Ви можете допомогти проєкту, виправивши або дописавши її. |

1. ↑  https://bdl.stat.gov.pl/api/v1/data/localities/by-unit/060611004082-0904990?var-id=1639616&format=jsonapi